# Hydnophytum lanceolatum
Hydnophytum lanceolatum är en måreväxtart som beskrevs av Friedrich Anton Wilhelm Miquel. Hydnophytum lanceolatum ingår i släktet Hydnophytum och familjen måreväxter. Inga underarter finns listade i Catalogue of Life.